# 2009年度叱咤樂壇流行榜頒獎典禮得獎名單
2009年度叱咤樂壇流行榜頒獎典禮由香港商業電台舉辦，於2010年1月1日晚上八點在香港會議展覽中心Hall5BC舉行。

## 特色
歌手被分成不同組別，為切合主題，組別的名稱均以「強」字結尾。my903.com舉行「叱咤我是強」遊戲，只要認出歌手的聲音就有機會得到2張頒獎禮入場券。另外本屆的叱咤樂壇生力軍組合大獎懸空。
一如往屆，有網民質疑賽果不公，特別指容祖兒奪得女歌手金獎，但未能獲得叱吒十大，而獲得十大的謝安琪只奪得女歌手銀獎，更有網民在網上表示有意向廉政公署舉報。廣播事務管理局最少收到20宗投訴。

## 直播和轉播
上幾屆無綫電視都會直播頒獎禮，但因為無綫和香港音像聯盟（EMI、新力、環球和華納）就版稅問題未能達成共識，無綫改為轉播，並以歌手後台訪問代替HKRIA旗下歌手演繹得獎歌曲的片段。被網友投訴轉播「太長太悶」及不是足本版。廣播事務管理局收到53宗投訴，無綫則收到20個電話與電郵投訴。
回應無綫的舉動，商台首次以自家的Hong Kong Toolbar進行網上直播，頒獎禮後翌日在Hong Kong Toolbar及my903.com提供完整視頻重溫。而同業香港電台則藉廣播條例，令無綫無權刪剪其十大中文金曲頒獎音樂會。

### 直播
- Hong Kong Toolbar——網上視頻直播。[5]
- 叱咤903——聲音直播。

### 轉播
- 無綫電視——視頻轉播，當晚9時30分至11時及晚上11時45分至翌日凌晨1時30分（共3小時15分鐘，包括廣告時間）。
  - 翡翠台
  - 高清翡翠台
- Hong Kong Toolbar——網上視頻重溫。
- 雷霆881——聲音轉播，1月3日下午2至5時。

## 「我最喜愛的」投票
本年度叱咤樂壇流行榜頒獎典禮之「我最喜愛的」獎項經由香港聽眾透過Hong Kong Toolbar進行投票。

### 我最喜愛的男、女歌手、組合投票
我最喜愛的男、女歌手、組合於2009年11月尾至12月初舉行，從本年度903專業推介曾上榜之男、女歌手、組合中選出我最喜愛的，結果於頒獎禮當日公佈。

### 我最喜愛的歌曲投票
本年度之第二階段從10首於第一階段獲得最高票數的歌曲中選出我最喜愛的歌曲最後五強，最終結果於頒獎禮現場由現場觀眾選出我最喜愛的歌曲。

| 歌曲           | 歌手   |
| -------------- | ------ |
| 七百年後       | 陳奕迅 |
| 如果我是陳奕迅 | Mr.    |
| 沙龍           | 陳奕迅 |
| 你瞞我瞞       | 陳柏宇 |
| 搜神記         | 容祖兒 |

| 歌曲           | 歌手   |
| -------------- | ------ |
| All About You  | 鄧紫棋 |
| 弱水三千       | 麥浚龍 |
| 原來過得很快樂 | 楊千嬅 |
| 年度之歌       | 謝安琪 |
| 給自己的信     | 鍾舒漫 |

## 得獎名單
以下所有以粗體顯示的歌名，代表該歌曲為叱咤903專業推介冠軍作品。參考。

### 歌曲獎項

#### 叱咤樂壇至尊歌曲大獎
- 七百年後
  - 主唱：陳奕迅
  - 作曲：柳重言
  - 填詞：林若寧
  - 編曲：柳重言
  - 監製：陳奕迅、柳重言、Davy Chan、C.Y. Kong

#### 專業推介．叱十大
| 排名   | 歌曲           | 主唱       | 作曲             | 填詞         | 編曲               | 監製                   |
| ------ | -------------- | ---------- | ---------------- | ------------ | ------------------ | ---------------------- |
| 第二位 | 阿波羅         | RubberBand | 藝 琛@RubberBand | 6號、Tim Lui | RubberBand         | RubberBand、雷頌德     |
| 第三位 | 你瞞我瞞       | 陳柏宇     | 陳光榮           | 林 夕        | 陳光榮             | 陳光榮                 |
| 第四位 | Yes & No       | 張敬軒     | 張敬軒           | 周耀輝       | Johnny Yim、莊冬昕 | 張敬軒、Johnny Yim     |
| 第五位 | 地球很危險     | 古巨基     | John Laudon      | 林 夕        | John Laudon        | 古巨基                 |
| 第六位 | 原來過得很快樂 | 楊千嬅     | 伍仲衡           | 林 夕        | 伍仲衡             | 伍仲衡                 |
| 第七位 | 給自己的信     | 鍾舒漫     | Angela Aki       | 周耀輝       | 謝浩文             | 謝浩文                 |
| 第八位 | 年度之歌       | 謝安琪     | Christopher Chak | 黃偉文       | Gary Tong          | 梁榮駿                 |
| 第九位 | 弱水三千       | 麥浚龍     | 馮穎琪           | 林 夕        | 張亞東             | Jerald、Juno           |
| 第十位 | 妮歌           | 何韻詩     | 陳奐仁、何秉舜   | 黃偉文       | 陳奐仁、何秉舜     | 陳奐仁、何秉舜、何韻詩 |

### 唱片獎項

#### 叱咤樂壇至尊唱片大獎
- 《H³M》
  - 歌手：陳奕迅
  - 唱片監製：陳奕迅、雷有暉、孫偉明、黃仲賢、Gary Tong、Davy Chan、C.Y.Kong、Pam Chung、Jim Lau、Joey Tang
    - 上榜歌曲：於心有愧、Allegro Opus 3.3am、七百年後、沙龍
    - 演繹作品：沙龍

#### 2009 四台聯頒音樂大獎 - 大碟獎
- 《H³M》
  - 主唱：陳奕迅
  - 監製：陳奕迅、雷有暉、徐偉明、黃仲賢、Gary Tong、Davy Chan、C.Y.Kong、Pam Chung、Jim Lau、Joey Tang

### 幕後獎項

#### 叱咤樂壇作曲人、監製大獎
- 雷頌德
  - 上榜作品16首：痛快、Big Four、大師作品、唔使驚、My Cookie Can、就算世界無童話、衝、殘酷遊戲、夾硬泥、So I Say、真命天子、以你為榮、發現號、黑色禮服、無言無語、B.O.K

#### 叱咤樂壇填詞人大獎
- 林　夕
  - 上榜作品32首：嫲嫲、一天一粒糖、於心有愧、拍一半拖、雪泥、寂寞嘍囉、風雲義、殘酷遊戲、魚蝦蟹、獨行俠、My Cookie Can、可歌可泣、就算世界無童話、101727、Tonight、大笨鐘、大師作品、不方便的真相、潑墨、地球很危險、真命天子、弱水三千、原來過得很快樂、你瞞我瞞、Red Bean、無言無語、披星戴月、你傷風我感冒、人愛世人、以你為榮、搜神記、地盡頭

#### 叱咤樂壇編曲人大獎
- 方大同
  - 上榜作品12首：Say A Lil Something、慕容雪、The Moon Represents My Heart (月亮代表我的心)、玩樂、狂潮、三人遊、So I Say、黑白、不呼不吸幾多秒、Red Bean、如果愛、甜蜜蜜

### 歌手獎項

#### 叱咤樂壇生力軍男歌手
- 金獎：李治廷
  - 上榜歌曲：Fly Away、今天開始、獨行俠
  - 演繹歌曲：Fly Away
- 銀獎：王梓軒
  - 上榜歌曲：羅茲威爾、南北極
- 銅獎：洪杰 (歌手)
  - 上榜歌曲：我沒有錢、差利

#### 叱咤樂壇生力軍女歌手
- 金獎：余翠芝
  - 上榜歌曲：Make A Love Song、空中小姐、各有各路、願望樹下、倫敦橋
  - 演繹歌曲：Make A Love Song
- 銀獎：徐子珊
  - 上榜歌曲：讀心術、Hit Me
- 銅獎：樂　瞳
  - 上榜歌曲：微笑的魚、短罪

#### 叱咤樂壇男歌手
- 金獎：陳奕迅
  - 上榜歌曲：於心有愧、給你、青春無晦（謝安琪合唱）、無人之境、Allegro, Opus 3.3am、七百年後、沙龍
  - 演繹歌曲：無人之境
- 銀獎：張敬軒
  - 上榜歌曲：曝光、披星戴月、相對論、Yes & No
- 銅獎：方大同
  - 上榜歌曲：黑白、三人遊、狂潮、月亮代表我的心、玩樂、如果愛、Red Bean

#### 叱咤樂壇女歌手
- 金獎：容祖兒
  - 上榜歌曲：可歌可泣、我所知的兩三事、開動快樂、很忙、搜神記、雙冠軍
  - 演繹歌曲：搜神記
- 銀獎：謝安琪
  - 上榜歌曲：吶喊、青春無晦（陳奕迅合唱）、活著、祝英台、年度之歌
- 銅獎：薛凱琪
  - 上榜歌曲：慕容雪、甜蜜蜜、不呼不吸幾多秒、叮叮車

#### 叱咤樂壇組合
- 金獎：RubberBand
  - 上榜歌曲：夾硬泥（林海峰合唱）、衝、阿波羅、發現號
  - 演繹歌曲：發現號
- 銀獎：Mr.
  - 上榜歌曲：如果我是陳奕迅、Mr. Tam（譚詠麟合唱）、森林、感動、搖擺
- 銅獎：at17
  - 上榜歌曲：101727、快樂很我們、火奴魯魯、安樂、窮得只有愛

#### 叱咤樂壇唱作人
- 金獎：王菀之
  - 上榜作品：玻璃色、大笨鐘、月亮說、小團圓
  - 演繹歌曲：月亮說
- 銀獎：側　田
  - 上榜作品：無言無語、B.O.K
- 銅獎：林海峰
  - 上榜作品：Try Our Best、Yes I Do、經典、夾硬泥（RubberBand合唱）、食煙飲酒講粗口（G.E.M.合唱）

### 我最喜愛的獎項

#### 叱咤樂壇我最喜愛的歌曲大獎
- 如果我是陳奕迅
  - 主唱：Mr.
  - 作曲：Alan Po
  - 填詞：Dash、小　克
  - 編曲：Mr.
  - 監製：Davy Chan、C.Y. Kong、Gary Tong

| 編號 | 歌曲           | 歌手   | 票數（A區） | 票數（B區） | 票數（C區） | 票數（D區） | 總票數 |
| ---- | -------------- | ------ | ----------- | ----------- | ----------- | ----------- | ------ |
| A    | 七百年後       | 陳奕迅 | 353         | 479         | 354         | 368         | 1554   |
| B    | 如果我是陳奕迅 | Mr.    | 369         | 611         | 499         | 452         | 1931   |
| C    | 沙龍           | 陳奕迅 | 385         | 439         | 371         | 406         | 1601   |
| D    | 你瞞我瞞       | 陳柏宇 | 156         | 193         | 132         | 219         | 700    |
| E    | 搜神記         | 容祖兒 | 166         | 218         | 166         | 194         | 744    |

#### 叱咤樂壇我最喜愛的男歌手
- 陳奕迅
  - 演繹歌曲：Allegro, Opus 3.3am
    - 最後五強：方大同、陳奕迅、張敬軒、古巨基、麥浚龍

#### 叱咤樂壇我最喜愛的女歌手
- 楊千嬅
  - 演繹歌曲：真命天子
    - 最後五強：何韻詩、G.E.M.、楊千嬅、容祖兒、謝安琪

#### 叱咤樂壇我最喜愛的組合
- Mr.
  - 演繹歌曲：搖擺
    - 最後五強：at17、I Love You Boyz、Mr.、RubberBand、農夫

## 出席歌手
- 出席歌手（按進場次序）：古巨基、鄭融、李卓庭、at17、小肥、側田、周子揚、張繼聰、容祖兒、謝安琪、Kolor、吳雨霏、周柏豪、Mr.、麥家瑜、樂瞳、許華欣、陳偉霆、麥浚龍、何韻詩、HotCha、張智霖、農夫、朱凌凌、藍奕邦、王菀之、鍾舒漫、方大同、G.E.M.、RubberBand、泳兒、狄易達、胡杏兒、蔡卓妍、洪杰、徐子珊、張敬軒、楊千嬅、Swing、野仔、I Love You Boyz、余翠芝、陳柏宇、薛凱琪、王梓軒、陳奕迅

## 外部連結
- my903.com 頒獎禮版面
- my903.com 頒獎禮討論區
- 頒獎禮facebook專頁（页面存档备份，存于）
- 頒獎禮Twitter帳戶（页面存档备份，存于）